# آچیوته نارانهیتو
آچیوته نارانهیتو (به انگلیسی: Achiote Naranjito) یک شهرداری در پورتوریکو است که در نارانهیتو واقع شده‌است.

## خصوصیات
آچیوته نارانهیتو ۴٬۳۱۰ نفر جمعیت دارد.